# Víctor Fábregas
Víctor Fábregas Martínez, nacido en Esteiro, Muros, La Coruña, Galicia, España, en 1971.

## Trayectoria
Empezó en el teatro aficionado en la infancia, de la mano del maestro y dramaturgo Xosé Agrelo Hermo. Cursó estudios de Derecho y se diplomó en Magisterio en la especialidad de Educación Primaria en la Escuela de Magisterio de la  Universidad de Santiago de Compostela (USC), completando su etapa universitaria con un posgrado de dos años especializándose en "Teoría y Práctica de la Interpretación"(IGAEM/USC).
Tras esta etapa, se desplaza a Alcalá de Henares, ciudad donde tiene la oportunidad de hacer incursiones en el teatro clásico español.  
Regresa a Galicia en el 2002 y se incorpora como actor al programa "Con Perdón" (TVG), donde también hará labores de guionista. A raíz de este trabajo conoce al que será su compañero durante los próximos años, Roberto Vilar, creando "Os Tonechos" junto al escritor y guionista Xavier Manteiga. Hacen su aparición en el programa de variedades "Luar" (TVG), en el cual completarán dos temporadas, convirtiéndose en un auténtico fenómeno social y batiendo todos los récords de audiencia televisiva en Galicia. 
En 2004 crean su propio espacio -"O Show dos Tonechos"- y se mantienen como líderes de audiencia prácticamente durante los siguientes cuatro años que existe el dúo. En 2008 deciden su separación para emprender caminos diferentes.
En 2009, Víctor Fábregas forma parte del reparto de la serie de temática periodística "O Nordés" (TVG) y participa en la película-documental "Flores tristes" (Manolo Abad). 
En 2011 rueda "18 Comidas", de Jorge Coira, película multipremiada tanto en España como internacionalmente. 
Fue uno de los actores de la serie "Era Visto" (TVG), en la que interpretaba a un cartero (Lino) durante las once temporadas que se realizaron de esta. También ha formado parte del reparto de "Pazo de familia" (Tomaso),(TVG) durante sus ocho temporadas. 
En el 2019 dio vida a un guardia civil (teniente Poncela) en la serie "Lobos&Cordeiros" (TVG).
Además, Víctor Fábregas es un rostro muy popular en el mundo del stand-up en Galicia, y ha participado ("Platos combinados", "Rías Baixas", "O país dos prodixios", "Meus queridos veciños", "Luci", "Augasquentes", "Artemisa","Land Rober"...) y participa habitualmente en muchas producciones para la TVG. 
Dos son sus incursiones en el mundo del doblaje de animación: el corto "Km 53" y el largo "A crise carnívora".
En el 2020 protagoniza la serie cómica "Do dereito e do revés" (TVG) y copresenta junto a la actriz Ledicia Sola las dos temporadas del programa de viajes "Vou que teño que ir" (TVG).
En el 2023 conduce la sexta temporada del programa de viajes "Sen Código Postal" (TVG). También ha formado parte del reparto de las películas "O corpo aberto" (Ángeles Huerta, 2022) y "O home e o can" (Ángel de la Cruz, 2022).
Hasta el 2024 forma parte del elenco de "Land Rober Tunai Show" (TVG) y "Luar" (TVG), además de conducir las séptima y octava temporadas de "Sen código postal" (TVG).
En 2025 comparte con Manuel Manquiña la conducción de la primera temporada del programa "Acó, aló e acolá" (TVG)